# White Lines
White Lines est une série télévisée britannico-espagnole, créée par Álex Pina, et diffusée depuis le 15 mai 2020 sur Netflix.
La série a été annulée après une saison.

## Synopsis
Lorsque Axel Collins, célèbre DJ à Ibiza, est retrouvé mort près de vingt ans après avoir disparu, sa sœur cadette Zoe décide de s'y rendre et d'enquêter.

## Distribution

### Acteurs principaux
- Laura Haddock (VF : Noémie Orphelin) : Zoe Walker, née Collins
  - India Fowler : Zoe Collins, jeune
- Nuno Lopes : Duarte « Boxer » Silva
  - Rafael Morais (VF : Jean Rieffel) : Boxer, jeune
- Marta Milans (VF : Léovanie Raud) : Kika Calafat
  - Zoe Mulheims : Kika Calafat, jeune
- Daniel Mays (VF : Olivier Cordina) : Marcus Ward
  - Cel Spellman (VF : Max Geller) : Marcus Ward, jeune
- Laurence Fox : David
  - Jonny Green : David, jeune
- Angela Griffin (VF : Marie Bouvier) : Anna
  - Kassius Nelson (VF : Virginie Kartner) : Anna, jeune
- Juan Diego Botto : Oriol Calafat
  - Paúl Moré : Oriol Calafat, jeune
- Pedro Casablanc (VF : Gabriel Le Doze) : Andreu Calafat
- Belén López (VF : Emmanuelle Rivière) : Conchita Calafat
- Francis Magee : Clint Collins
- Tom Rhys Harris (VF : Romain Altché) : Axel Collins

### Acteurs secondaires
- Barry Ward (VF : Maurice Decoster) : Mike Walker
- Jade Alleyne (VF : Céline Legendre-Herda) : Tanit Ward
- Ava Naylor (VF : Clotilde Verry) : Matilda Ward
- Fernando Albizu : Pepe Martinez
- Paulo Pires (VF : Arnaud Arbessier) : George

## Épisodes

### Première saison (2020)
L'intégralité de la première saison est sortie le 15 mai 2020.
1. Épisode 1
2. Épisode 2
3. Épisode 3
4. Épisode 4
5. Épisode 5
6. Épisode 6
7. Épisode 7
8. Épisode 8
9. Épisode 9
10. Épisode 10